# Цетотерии
Цетотерии (лат. Cetotherium) — род вымерших морских млекопитающих из семейства цетотериевых (Cetotheriidae). Существовали в миоцене — плиоцене. Были распространены в Северном полушарии.

## Строение скелета
Длина тела различных видов цетотериев составляла от 2 до 8 метров. При этом длина черепа около 1/4 длины всего скелета. Пахиостоз костей выражен слабо. Первые шесть пар рёбер с головкой и бугорком, широкие, остальные — только с бугорком (крепятся только к поперечным отросткам позвонков), тонкие и заострённые на концах. Плечевая кость короче предплечья, локтевая с хорошо выраженным локтевым отростком. Кисть четырёхпалая.

## Места обитания
Цетотерии обитали в морях, омывавших Евразию и Северную Америку. Они населяли умеренные и тёплые (тропические и субтропические) воды Мирового океана, предпочитая тёплые внутренние моря.
Окаменелости цетотериев обнаружены в миоценовых отложениях Боснии и Герцеговины, России, Украины, США и плиоценовых отложениях Италии и США. Ряд фоссилий, классифицированных до рода, обнаружены в миоценовых отложениях Австрии, Грузии, Испании, Нидерландов, Румынии, Франции и плиоценовых отложений Азербайджана.

## Возможные естественные враги
На некоторых костях цетотериев есть следы зубов крупных акул, таких как мегалодон, белые акулы и так далее. Они либо нападали на живых китов, либо пожирали их трупы.

## Классификация
По данным сайта Paleobiology Database, на ноябрь 2021 года в род включают 8 вымерших видов:
- Cetotherium capellinii Brandt, 1873 — поздний плиоцен Италии
- Cetotherium crassangulum Cope, 1895 — ранний плиоцен Виргинии (США)
- Cetotherium furlongi Kellogg, 1925 — ранний миоцен Калифорнии (США)
- Cetotherium megalophysum Cope, 1895 — поздний миоцен Мэриленда (США)
- Cetotherium parvum Trouessart, 1898 — средний и поздний миоцен Мэриленда (США)
- Cetotherium polyporum Cope, 1869 — плиоцен Северной Каролины (США)
- Cetotherium rathkii Brandt, 1843typus — средний миоцен Боснии и Герцеговины, Крыма (Россия / Украина) и Таманского полуострова (Россия).
- Cetotherium riabinini Hofstein, 1948 — средний миоцен Украины.

Ряд описанных в роде видов позже переведены в статус nomen dubium: Cetotherium incertum Brandt, 1873, Cetotherium priscum (Eichwald, 1840) или объявлены незаконными (invalid subgroup): Cetotherium klinderi Brandt, 1871, Cetotherium mayeri Brandt, 1871, Cetotherium pusillum Nordmann, 1860.
Часть видов перенесены в другие роды: Cetotherium helmersenii Brandt, 1871 — в род Eucetotherium, Cetotherium maicopicum Spasski, 1951 — в род Kurdalagonus.